# Georg Michalsen
Georg Michalsen, född som Georg Michalczyk 13 september 1906 i Wendrin, Övre Schlesien, död 21 maj 1993, var en tysk SS-Sturmbannführer. Han var en av Odilo Globocniks medarbetare och delaktig i Operation Reinhard, det systematiska mördandet av den judiska befolkningen i Generalguvernementet.

## Biografi
Michalsen, som ursprungligen var bokhandlare, inträdde i Nationalsocialistiska tyska arbetarepartiet (NSDAP) 1928 och i Schutzstaffel (SS) 1932.
Michalsen var ansvarig för deportationen av minst 300 000 judar till förintelselägret Treblinka och för arkebuseringen av minst 1 000 judar då Warszawas getto stängdes i maj 1943.
Efter Nazitysklands villkorslösa kapitulation greps Michalsen den 31 maj 1945 tillsammans med sju andra personer i Möslacher Alm vid Weissensee i södra Kärnten. De som greps var, förutom Michalsen, Odilo Globocnik, Friedrich Rainer, Ernst Lerch, Hermann Höfle, SS-Oberscharführer Karl Hellesberger, Kreisleiter och Gaurichter Hugo Herzog och propagandachef Friedrich Plöb. Globocnik begick självmord samma dag, medan de andra fördes till fångläger. Michalsen släpptes 1948 och återgick till sitt ursprungliga yrke som bokhandlare.
Michalsen anhölls 1961 för förhör. Landgericht Hamburg dömde Michalson 1974 till 12 års fängelse för brott mot mänskligheten.